# جنایت و مکافات (فیلم ۱۹۷۰)
جنایت و مکافات (روسی: Преступление и наказание)فیلمی از سینمای اتحاد جماهیر شوروی است که در سال ۱۹۷۰ منتشر شد. فیلم بر پایه رمانی به همین نام از داستایفسکی ساخته شده است.